# Teoria laríngea
A teoria laríngea é a teoria amplamente aceita, em linguística histórica, que propõe a existência de um som consonantal, ou de um conjunto de três (ou mais), chamados "laríngeos" que aparecem nas reconstruções mais recentes da protolíngua indo-europeia (PIE). Estes sons desapareceram em todas as línguas indo-europeias modernas, mas crê-se que algumas laríngeas tenham existido em língua hitita e outras línguas anatólias. As laríngeas são assim chamadas pela hipótese (de Müller e Cuny) de terem tido um ponto de articulação faríngea, epiglótico ou glótico envolvendo uma constrição próxima à laringe.
A evidência para sua existência é em grande parte indireta. Entretanto a teoria fornece uma explicação elegante a um número de propriedades do sistema vocálico do proto-indo-europeu que, antes da postulação das laríngeas, não se podiam analisar, tais como schwas independentes (como em *pəter- 'pai'); e a hipótese de que o schwa proto-indo-europeu *ə era de fato uma consoante, não uma vogal, trouxe uma solução elegante para algumas exceções aparentes à Lei de Brugmann em índico.
Os valores fonéticos originais dos sons laríngeos seguem controversos.